# Igor Usov
Igor Usov (russisk: И́горь Влади́мирович У́сов) (født 25. januar 1928 i Orjol i Sovjetunionen, død 2. juni 1990 i Sankt Petersborg i Sovjetunionen) var en sovjetisk filminstruktør.

## Filmografi
- Moj dobryj papa (Мой добрый папа, 1970)[1][2]
- Novogodnije prikljutjenija Masji i Viti (Новогодние приключения Маши и Вити, 1975)